# Виниус, Андрей Андреевич
Андре́й Андре́евич Ви́ниус (нидерл. Andreas Andreaszon Winius, также Vinivs, Vinio; 4 июня 1641, Москва, Русское царство — 1717, там же) — русский государственный деятель эпохи Петра I, московский дворянин, думный дьяк, сподвижник Петра I. Чиновник Посольского и других приказов, русский почтмейстер (1672 г.), глава Московского почтамта (1675—1693). 
Его стараниями была заведена и построена на Пушечном Дворе «Московская пушкарская школа».

## Биография
Сын Андрея Денисовича Виниуса (Андреаса Вениуса; 1605—1662), русского купца и заводчика, голландца по происхождению и также сына купца; фриз по национальности. В 1632 году, в правление царя Михаила Фёдоровича, Виниус-старший обосновался в Русском царстве и организовал чугуноплавильные, железоделательные и оружейные заводы близ Тулы. После смерти первой жены, фризки и матери А. А. Виниуса, Виниус-старший женился на Гертруде Мейер. Андрей с раннего детства был научен говорить на двух языках — русском и голландском. Кроме того, Андрей изучил латинский язык, которому он позднее обучал царя Петра I. Благодаря домашнему образованию он также знал немецкий, древнегреческий, английский языки, географию, черчение, математику, химию и богословие. В религиозном плане он воспитывался в духе традиционного для Нидерландов кальвинизма. Однако 22 августа 1655 года патриарх Никон крестил его в Москве по православному обряду.
Проживал в Немецкой слободе, месте поселения иностранцев в Москве. Государственную службу начал в 1664 году с должности переводчика в Посольском приказе. С дипломатическими поручениями был снаряжён во Францию, Испанию и Англию (1672—1674), по возвращении откуда был произведён в дворянское сословие. С 4 декабря 1675 по 18 октября 1693 годов возглавлял Почтовое ведомство, затем — Аптекарский приказ.
В 1697 году был поставлен во главе Сибирского приказа, стал статс-секретарём по делам царства Сибирского, а после потери русскими большей части артиллерии в битве при Нарве возглавил Приказ артиллерии и отвечал за строительство заводов на Урале. По приказу царя и вопреки воле многих русских людей осуществлял переплавку храмовых колоколов и даже заставлял бить кнутом литейщиков, работавших слишком медленно. В результате этого уже через 8 месяцев после Нарвской битвы четверть всех русских колоколов была переплавлена и на вооружение русской армии поступили сотни пушек.

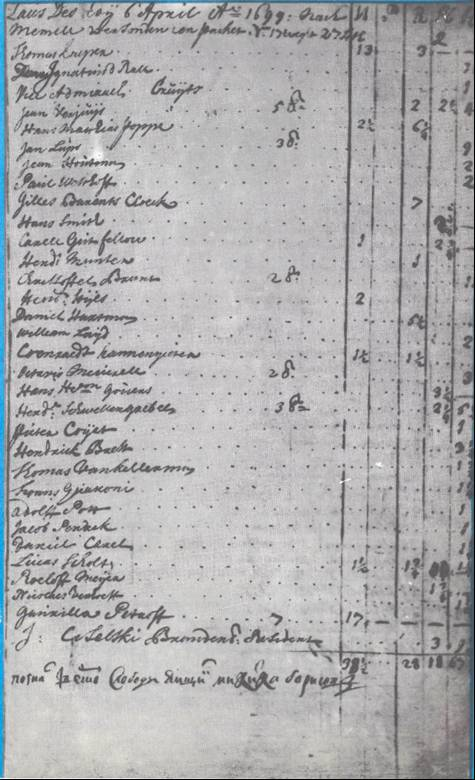
Лист за 6 апреля 1699 года из записной книги Виниусов

Однако в 1703 году Виниус был отстранён от государственной службы по обвинениям в медлительности при снабжении армии и в хищениях. Виниус попытался подкупить Меншикова, который принял взятку и даже дал оправдательную бумагу, но одновременно сообщил о случившемся Петру I. Этот эпизод из биографии Виниуса упомянут, среди других документов, в переписке резидента Плейера с венским двором:
Канцлер Виниус… помилован и не повешен, а бит кнутом и приговорен к уплате 7000 рублей (здесь есть такое обыкновение, что сперва человеку дают возможность много накопить, а затем предъявляют ему какое-нибудь обвинение — и отбирают под пыткой всё накопленное).
Из письма Плейера от 25 сентября 1703 года
По другим данным, Пётр I приговорил Виниуса к штрафу в 13 000 рублей.
Будучи приближённым Петра I, входил в состав Всешутейшего, Всепьянейшего и Сумасброднейшего Собора. Часто переписывался с Петром по широкому кругу вопросов — от потешных войск и военной стратегии до питейных увеселений в рамках Всешутейшего Собора. Именно Виниус после Азовских походов организовал в Москве триумфальный въезд с языческой аркой, что повергло в смущение москвичей. В 1706 году бежал в Голландию, но возвратился в 1708 году в Россию, получив прощение Петра I.
Известен переводами книг по военному делу и технике, коллекционированием художественных произведений и составлением внушительной библиотеки на иностранных языках. Автор географического справочника «Описание расстоянии столиц нарочитых градов славных государств».
Виниус пережил всех своих детей и умер в 1717 году. Похоронен был у московской церкви Введения Божией Матери в Барашах у Покровских ворот.

## Развитие русской почты
Виниус был назначен почтмейстером в декабре 1675 года и возглавил деятельность «заморских почт» (международных почтовых линий) России. Заключил ряд договоров о доставке русской почты за границу.
Так называемая «Заморская почта» («Рижская почта»), основанная в 1665 году, связывала Москву с Ригой; её функционирование при Виниусе было значительно улучшено. В 1667 году в соответствии с Андрусовским перемирием с Польшей была основана вторая линия — «Виленская почта» — от Москвы через Смоленск до литовской границы и далее в Вильну.
В 1693 году Виниус добровольно сложил свои полномочия по управлению почтовыми делами в пользу своего сына М. А. Виниуса. Однако и после этого он принимал участие в развитии русского почтового дела. Так, известно, что 12 ноября 1698 года, будучи главой Сибирского приказа и выполняя распоряжение Петра I, думный дьяк А. А. Виниус организовал регулярную доставку писем в Сибирь.